# Unnatural Acts
 (mars 2016).
Si vous disposez d'ouvrages ou d'articles de référence ou si vous connaissez des sites web de qualité traitant du thème abordé ici, merci de compléter l'article en donnant les références utiles à sa vérifiabilité et en les liant à la section « Notes et références ».
Unnatural Acts, aussi orthographiée (Un)natural Acts, est une mini-série britannique en six épisodes de 23 minutes créée par Seán Cullen, réalisée par Trevor Robinson, diffusée en 1998 sur Paramount Comedy Channel.
Cette série est inédite dans les pays francophones.

## Concept
Le titre fait référence à un terme juridique anglophone : "crime against nature" traduisible par "crime contre nature". Cela fait référence à des comportements sexuels, en l’occurrence le sexe anal entre hommes et la zoophilie, considérés comme n'étant pas naturels et punissables de travaux généraux, prisons ou mort, jusqu'à la seconde moitié du XXe siècle au Royaume-Uni, mais toujours applicables en 2003 dans 36 États américains sur 50.

## Épisodes
Tous les épisodes ont été réalisés par Trevor Robinson, scénarisés par Julian Barratt, Seán Cullen, Rich Easter et Rich Fulcher. Du matériel supplémentaire a été fourni par Noel Fielding, John Irwin, Russell Young et Andy Darling.

## Liens avec l'univers deThe Mighty Boosh
Les gardiens de zoo, Alan et George, interprétés respectivement par Julian Barratt et Noel Fielding, font écho aux gardiens de zoo dans The Mighty Boosh, Howard Moon et Vince Noir, joués par ces mêmes acteurs. Dans la première série, ils mentionnent un troisième gardien de zoo, Bob Fossil, qui sera le nom du personnage de Rich Fulcher dans la future série. Ici, il y interprète toujours des personnages en décalage avec la réalité et qui ne savant pas vraiment de quoi ils parlent, comme le directeur de zoo, le fameux Bob Fossil. D'ailleurs, l'un de ceux-ci est surnommé 'Bob' et un autre 'Robert'. Il joue aussi un alien qui inspira le personnage de Tommy Nookah, entièrement constitué de fromage et possesseur initial du zoo dans The Mighty Boosh.